# 청산리 전투
청산리 전투(靑山里 戰鬪) 또는 국내 한정 청산리 대첩(靑山里 大捷)은 1920년 10월 김좌진, 나중소(羅仲昭), 서일, 이범석의 북로군정서군(北路軍政署軍), 홍범도가 지휘하는 대한독립군, 대한신민단 예하 신민단 독립군을 주축으로 한 만주 독립군 연합 부대가 중화민국 길림성 화룡현 청산리 백운평(白雲坪)·천수평(泉水坪)·완루구(完樓溝) 등 간도에 10여 차례 출병한 일본 제국 육군과 벌인 전투다.
중국 마적이 일으킨 훈춘 사건을 계기로 만주에 대규모 부대를 투입하게 된다. 1920년 10월 21일부터 10월 26일까지 길림성 화룡현 내의 여러 지역에서 교전하여 청산리 골짜기에서 독립군은 일본군과 교전했다.

## 전투 배경

### 북로군정서 결성, 조직 정비
1919년 8월에 서일(徐一), 김좌진, 이장녕(李章寧), 김규식(金奎植), 최해(崔海), 정훈(鄭勳), 이범석 등은 만주에서 북로군정서를 조직하였고, 이들은 만주 북부 북만주 일대에서 주로 활약하였다. 또한 북로군정서는 자체적으로 사관양성소(士官練成所)를 운영하고 교관 겸 연성대장 이범석 등 소수 교관들에 의해 병력이 양성 되고 있었다. 이들은 만주와 러시아 국경에 가까운 밀림지대인 지린성 왕청현(汪淸縣) 서대파구(西大坡溝)에 본부를 두고 있었으며, 본부에서 약간 떨어진 야산 구릉에 사관연성소를 설치, 운영하였다.
1920년 6월 당시 군정서의 간부로는 총재 서일, 총사령관 김좌진, 참모부장 나중소, 부관 박영희(朴寧熙), 연성대장 이범석, 종군장교 이민화(李敏華), 김훈(金勳), 백종렬(白鍾烈), 한건원(韓建源), 1대대장서리 제2중대장 홍충희(洪忠憙), 제1중대장서리 강화린(姜華麟), 제3중대장 김찬수(金燦洙), 제4중대장 오상세(吳祥世), 1대대부관 김옥현(金玉玄) 등이었고 그밖에 김규식(金奎植), 이장녕, 최해, 정훈 등이 직책을 맡고 있었다.

### 청산리 계곡의 지형·지리
화룡현 청산리는 조선인 교민이 많이 모여 사는 동간도의 연길과 용정에서 백두산으로 가는 길목에 있었으며, 사방을 에워싸듯 둘러싼 주위의 산은 산세가 험하고 복잡하였다. 산악 뒤편으로는 울창한 숲 지대가 조성되어 있었다.
청산리 계곡 안에는 약 200여 호 정도의 화전민 조선인들이 살고 있었다. 이들 중 대다수 주민들은 주로 대종교 신도였으며, 대종교 계통에서 운영하는 청일학교, 의합천일학교 등이 있었다. 한인 교민들이 살고 있고 주변 산악은 험준한 지형이었으므로 청산리는 독립군이 운집하고, 활동, 은신하기에 적합하지 못한 환경이였다

### 삼둔자, 봉오동 전투 직후의 전황
1920년 6월 7일 봉오동 전투에서 최종 승리를 거둔 대한군북로독군부의 홍범도는 그해 7월 11일 소규모 부대를 이끌고 노두구에서 간도 일본 영사관을 습격하여 일본 영사관 경찰대와 교전하여 다수의 부상자를 내고 승리하였다. 이는 대대적으로 보도되었고, 이에 일본측은 중국으로 본격 출병할 음모를 꾸민다. 삼둔자 전투로 중국에 불법으로 침투했다는 중국인들의 불만을 불식시킬 겸 일본군은 사건을 하나 조작하였다.
조선총독부는 만주 심양(瀋陽)의 독자적인 만주 군벌 장쭤린(張作霖)에게 여러 차례 '중·일 합동수색대'를 편성해 독립군을 색출하자’고 제의했다. 일본측의 제의에 장쭤린은 머뭇거렸고, 한인 독립군은 사람을 보내 이들의 움직임을 알아보고 연락하였다.
장쭤린은 마지못해 우에다(上田)와 사카모토(坂本)가 주도하는 중·일 합동수색대를 편성했지만 길림성장 서정림(徐鼎霖)이 “불령선인이라 하는 자는 모두 정치범이므로 중국으로서는 이를 토벌할 이유가 없다”고 반대하는 등 내부 반발도 심했다. 서정림은 특히 조선인독립군이 중국인이나 기타 민간인, 자국 교포들을 함부로 약탈, 방화하거나 강탈해가지 않는 점을 이유로 들어 중국측이 한인 독립군을 토벌하거나 추방해야 될 이유가 없다고 항변하였다. 그런데 1920년 7월 11일 노두구에서 일본 영사관 병력이 홍범도의 소규모 중대에게 전멸 당하자 일본은 중국 정부에 항의한다. 1920년 7월 16일 주조선일본군 참모장 오노(大野) 등은 다시 심양에 가서 강력하게 항의했다.

### 일본군의 중국 파견 계획
일제는 독립군이 대거 도강해 한반도 내에서 큰 전투가 벌어지면 식민 통치가 불가능하다는 판단에서 1920년 8월 '간도지방 불령선인초토계획(不逞鮮人剿討計劃)'을 수립하고 대규모 병력을 꾸렸다. 일본군의 대불령선인(對不逞鮮人) 작전에 관한 훈령은 “해외로부터 무력 진입을 기도하는 불령선인단에 대하여는 이를 섬멸 시킬 타격을 가한다”라고 해 도강 목적이 만주의 독립군 섬멸임을 분명히 적시하고 있다.
그러나 대병력이 도강하면 국제 문제가 될 수 있기 때문에 '훈춘 사건'을 조작했다. 일본군 제19보병사단 간부가 비밀리에 중국 마적 두목 장강호(長江好)를 만나, 장강호에게 돈과 무기를 주면서 두만강 건너편 훈춘 일본 영사관을 공격해 달라고 요청한 것이다. 조선주재 일본군 총사령부인 조선군사령부에서 편찬한 간도출병사(間島出兵史)는 “1920년 10월 2일 새벽 4시쯤 400여 명의 마적 떼가 훈춘을 습격해 40여 명을 살해하고 일본 영사관 분관과 그 소속 관사를 방화하고 일본인 1인과 수십 명의 한인·중국인을 납치해 퇴거했다”고 전하고 있다. 시중에는 이것도 한국인 독립군의 소행으로 소문나게 된다.
일본은 미리 대기 시켜 놓은 대군을 즉각 투입했는데, 조선군 제19사단 9,000여 명을 중심으로 시베리아로 출동했던 포조군(浦潮軍) 14사단 4,000여 명, 11사단·19사단·20사단, 그리고 북만주 파견대와 관동군 각 1,000여 명 등 모두 2만여 명에 달하는 군단급 병력이었다. 삼둔자 전투와 봉오동 전투에서 대승을 거둔 뒤 한국인 독립군들의 사기는 올라갔지만, 일본의 압력을 받는 중국측 행정기관들의 탄압과 비협조는 계속되었다.

## 장강호 마적단의 일본영사관 습격 사건
7월 11일의 홍범도 소부대의 일본 영사관 습격이 널리 알려진 점을 이용, 일본 측에서는 중국 출병 구실을 만들기 위해, 스스로 일본 영사관 약탈 비슷한 사건을 조작한다. 삼둔자 전투 이후 중국 영토 무단 침입이라는 중국내 반발도 막을 겸 대륙 출병을 위한 명분을 잡기 위해서였다.
훈춘사건은 일본군이 사전에 공작한 것이다. 즉 일본군은 장강호라는 중국의 마적 두목과 교통하여 금전을 보내 매수한 후 무기를 대여하고 그들로 하여금 훈춘성과 일본 영사관을 습격시켜 사단을 만들었던 것이다. 일본군이 매수한 마적 300여 명은 새벽부터 훈춘을 습격하여 상가를 약탈하고 나서 일본 영사관을 습격하여 불을 지르고 영사경찰 한 명을 죽인 뒤 물러갔다. 그러나 그날 낮 추가로 마적이 몰려온다.
약 4백 명으로 추산되는 장강호의 마적단은 1920년 9월 25일 훈춘 북방의 번자구자(藩子溝子)에 출현하여 10월 2일 상오 5시 야포 3문을 성 밖에다 차려 놓고 훈춘성을 공격했다. 이때 훈춘의 일본 영사관 분관에는 영사관 경찰과 조선총독부 파견 군찰대 및 총독부 함북 경찰서 등에 소속된 50여 명의 병력이 있었다. 그들은 중국측의 요청에 의해 한 성문을 수비했으나 마적들은 일제측과 사전 약속한 대로 무난히 성문을 통과하여 상오 9시까지 4시간 동안 약탈과 살육을 자행했다. 결국 이들에게 중국 병사 70여 명과 한인 7명이 살해 당하고 미리 피난하여 빈집이 된 일본 영사관은 분탕되었다. 그 밖에 일본인 민간인들에게도 총격을 가했다. 조선총독부 함북 파견 경찰서의 시부야(澁谷)와 일인 부녀자 9명도 아울러 살해되었다고 한다. 훈춘 사건을 구실로 일제는 대규모의 병력을 간도에 투입하여 검문 검속을 강화하고, 한인 사회와 독립군을 탄압하였다.
일본군의 요구로 독립군을 탄압할 수 밖에 없었던 중국 관헌들 중에는 조선의 독립군에게 호의적인 인사들도 있어, 일부 관헌들은 단속 대신 독립군단에게 근거지를 다른 곳으로 이동해줄 것을 요구하였다.

## 중국군의 한인 독립군 지원
그러나 일본군에 비협조적인 중국군 사단도 존재하였다. 중국 보병단장(步兵團長) 맹부덕(孟富德)은 한국인 독립군과 비밀 협상을 벌여 한국인 독립군들의 무장 해제를 시키지 않는 대신 조용히 움직여 줄 것을 촉구했다. 이어 8월 초의 비밀 협상에서‘(한국인) 독립군은 시가지나 국도상에서 군인 복장으로 무기를 휴대하고 대오를 지어 행진하지 않는다. 중국군은 토벌에 나서기 전 독립군의 근거지 이동에 필요한 시간을 준다’는 내용 등을 합의했다. 이 합의에 따라 만주의 독립군들은 기존의 기지를 버리고 험준한 백두산 산록으로 이전하기 시작했다. 홍범도는 ‘일시 백두산 지방에 회피했다가 얼음이 얼 때를 기다려 조선 땅에 들어가 의의 있는 희생을 하지 않을 수 없다”면서 한 달 걸려 9월 20일께 다시 화룡현 이도구(二道溝) 어랑촌(漁郞村) 부근에 도착했다. 안무(安武)가 이끄는 군사들도 9월 말께 이도구 방면에 도착했다.
서일과 김좌진이 이끄는 대종교 계통의 북로군정서는 1920년 9월 9일 사관 양성소의 사관 298명의 졸업식을 치른 후 백두산으로 향했다. 북로군정서도 다른 독립군 부대처럼 중국군과의 약속 때문에 야음을 틈타 주로 산길로 이동해 한 달 만에 450리 길을 걸어 10월 12∼13일께 화룡현 삼도구 청산리(靑山里)에 도착했다.

## 일본군과 독립군의 출정

### 일본군의 만주 출병
일본은 일본 영사관 약탈 사건을 7월 11일의 홍범도 부대의 일본 영사관 약탈 사건을 예로 들며 조선인 독립군의 짓이라며 출병을 하겠다고 통고하였다.
일제는 중국에 압력을 넣어 일방적으로 약 2개월 동안 주둔하겠다고 통고하고는 1만 5천여 명 규모의 일본 군대를 두만강 너머에 배치했다. 나남주둔군, 용산주둔군, 시베리아주둔군을 묶어 편성한 부대였다. 주력 부대인 동지대(東支隊)는 5천 명으로 편성하여 삼도구로 나가게 하고, 다른 세 지대는 각각 담당 구역을 정해 출병 시켰다. 일본군은 얕보던 독립군에게 뜻밖에 참패를 당하자, 한반도에 주둔하고 있던 부대와 관동 지방에 주둔 중인 부대 및 시베리아에 출병 중인 부대를 동원하여 세 방향에서 독립군을 포위, 공격해 갔다. 그러나 다수의 독립군들은 도주했을 것으로 계산하여, 동지대 37연대 외에 조선주둔 일본군 보병사단 19사단과 20사단의 일부를 따로 편성한, 소규모 대대급 부대들을 증파한다.

### 일본군 병력 현황
일본군 병력은 29,000명에서 40,000명 정도 안팎이었다. 일본군은 당시 보병, 기병, 야포병, 공병 등의 혼성 부대인 일본군 만주 동지대 소속 10,000명 이 있었다.
이어 추가로 동원된 여러 군병력 가운데 후방 경계 병력을 뺀 그 일선 활동 병력이 얼마인지는 명확하지 않지만, 한 논문에 제시된 통계는 줄 잡아도 주력인 주조선군 19사단의 약 9,000명을 비롯하여 제20사단에서 700명,
포조군의 제14사단에서 4,000명과 같은 제11사단에서 1,000명, 제19사단에서 1,000명, 북만주 파견대에서 1,000명, 관동군 파견대대에서 1,200명 등으로 약 19,000명 내지 20,000명에 달하는 것으로 추정하고 있다. 또한 다른 논문 통계에는 실병력이 25,000명에 달한다고도 한다.

### 독립군의 병력 현황
일제측 밀정에 의해 탐지된 내용에 의하면 1920년 10월 10일경 안무의 연합 부대는 이도구 부근의 간도 유동(柳洞)으로 이동하고 있고, 그 병력은 홍범도부대와 합하면 약 1,950명에 달한다고 하였다.
홍범도 부대 약 300명, 안무가 거느리는 국민회 250명가량, 한민회 200명가량, 의군단 100명가량, 신민단 1,100명가량, 합계 약 1950명

홍범도, 안무 지휘 하의 연합 부대의 병력은 일제 측이 서술한 바와 같이 대한독립군 300명을 비롯하여 총 1천 950명으로 파악하고 있는데 대하여, 상해 임시정부의 파견원 안정근(安定根)과 왕삼덕(王三德)의 보고는 대한독립군 병력 500명을 중심으로 하여, 안무의 국민군 400명, 한민회(韓民會)군 500명, 광복단군 200명 등, 총 1,700명으로 추산하고 있다.
그런데 일제 측 자료에도 국민회 군을 500명 정도로 추산한 기록이 있다. 봉오동 전투 이후 국민회군의 병력은 약 500명이었으며, 군총 400정, 권총 150정, 그리고 폭탄이라 부르던 수류탄과 탄약을 많이 보유하고 있었던 것으로 일제측 정보에 탐지 되었다.

#### 광복단
광복단은 원래 대한제국의 복벽을 주장하던 독립군단으로 단원은 450명이었으며, 그 중 300명이 군총 150정, 권총 200정으로 무장되어 있었고, 항일 운동의 원로라고 할 이범윤을 그 단장으로 추대했으나 그것은 명의 상에 지나지 않았고, 실제 단의 운영은 김성극, 홍두식, 황운서 등이 담임하고 있었다. 일제 측 정보 기록은 대회전 직전인 10월 15일경에 이 광복단 소속 독립군이 안도현으로부터 이도구와 삼도구 방면으로 동진하고 있다고 다음과 같이 보고하고 있다.
| “ | 10월 15일 광복단 약 1백여 명은 안도현 흥도치(興道峙)를 통과하여 안도현 이삼도구 방면으로 향하고 있다고 한다. 동대는 450명으로 구성된 일단의 선발대로서 다갈색 군복 및 장총을 갖고 있으며, 탄약은 馬+太馬數頭에 적재하여 운반하고 있다고 한다. | ” |

상해임시정부의 파견원인 안정근의 보고에도 청산리 회전의 하나인 어랑촌 전투에 홍범도 부대가 광복단군 200명과 함께 참가하여 승첩하고 있다고 했다. 그리고 이 광복단은 일제의 한 정보 기록에 "이범윤의 배하에 속하는 부대 약 300명은 10월 21일경 세린하(細麟河) 부근을 통과하여 10월 22일 아침에 이도구 오지에 출현 홍범도 부대와 합류하게 되었다 고 하였다.

### 기타 군소 독립군단
의군부군(義軍府軍)은 처음 이범윤(李範允)을 총재로 추대한 의군산포대(義軍山砲隊)라고도 칭하던 의병 군단으로 왕청현 춘화향 초모정자에 그 본영을 두고 활동하다가 봉오동 전투 이래 허근(許根)을 단장, 강창대(姜昌大)를 부단장으로 하는 부대로 개편, 대한독립군과 연합하여 군사 행동을 취해 왔었다. 그리하여 이도구 방면으로 진군한 후에는 홍범도 휘하에 들어가 청산리 회전에 참여하였다. 이 때의 병력이 150명 내외로 조사된 기록도 보인다.
다음, 한민회군(韓民會軍)은 혼춘 지방에 본영을 둔 부대로서 이도구로 이동한 후 홍범도 휘하에서 청산리 회전에 참가했던 당시의 병력이 500명이 있었다. 그러나 약 200명 내외가 참전하였다는 설도 있다.
의민단(義民團)은 3·1 운동 직후 천주교인 의병을 중심으로 조직된 독립군단으로 상해 임시정부의 파견원 왕삼덕의 보고에는, 단원 200명에 무기도 군총 200정으로서, 간부는 방위룡(方渭龍)과 김연군(金演君) 등이며, 그 동안 국민회의 국민군과 연합 작전을 수행했다고 되어 있다. 그리고 독립군의 장정 때 왕청현 춘화향 알아하의 본영을 떠나 홍범도 부대에 이어 이도구 방면에 진출한 의민단 독립군은 '창험대'(昌險隊)로 알려졌고, 홍범도 부대와 합류, 청산리 회전에 참가하였다.
신민단은 3·1 운동 직후 블라디보스톡에서 기독교 신도들을 중심으로 조직된 독립군 부대다. 임시정부 파견원의 보고에 의하면, 한때 이 신민단은 병력이 500명에 달하였고, 지부를 왕청현과 훈춘현에 두어 간도 지방에도 그 세력이 컸었다고 한다. 그 후 신민단은 근거지를 왕청현 상석현, 명월구 등지로 옮기면서 활동했고, 간부는 단장 김준근(金準根)을 비롯하여 부단장 박승길(朴承吉), 사령장관 양정하(梁正夏) 등이었다. 홍범도의 연합 부대에 편성될 무렵 신민단의 병력은 200명이었으며, 무기로는 군총 160정, 권총 50정, 수류탄 3상자 등을 구비하고 있었다. 6월 7일의 봉오동 전투에도 이흥수(李興秀)가 60명을 이끌고 홍범도가 이끄는 대한군북로독군부의 연합 독립군에 가담, 승첩을 올렸던 것이다.
신민단군 가운데 독립군의 장정 때 일부가 최진동이 인솔한 군무도독부군을 따라 나자구 방면으로 북상하기도 했지만 약 2백 명의 신민단군은 홍범도 부대에 이어 이도구 방면으로 서남진, 연합 부대를 형성했다.

### 한인 독립군의 규모
독립군의 병력을 종합하면 북로군정서의 부대는 총재 서일(徐一), 총사령관 김좌진, 김규식이 이끄는 보병대 450여 명, 이범석이 이끄는 사관생으로 구성된 연성대(硏成隊) 150명, 기타 약 100여 명 등 총 700여 명 ~ 약 800여 명이고, 그밖에 대한독립군 약 300명, 대한국민회의 국민군 약 250명, 의군부 약 150명, 한민회 약 200명, 광복단 약 200명, 의민단 약 200명 정도로 집계되며, 신민단 병력은 일제의 밀정의 보고에 의하면 1,100명이라 한다. 일설에는 북로군정서 순수 병력만 2,000~2,500명 을 잡기도 한다.
한인 측 보고서와 일제 측 보고서의 차이점 및 정확한 통계의 미비로 약간의 오차는 존재한다. 홍범도 부대는 약 1,400명까지도 잡는다. 안무의 국민군은 200명 ~ 250명 정도였고, 한민회 병력은 약 200명에서 500명 정도로 추산된다.
학자에 따라 견해가 다르지만 한국인 독립군 연합 부대의 전투 병력은 최소 3,000명 이상 최대 4,700명 정도로 추산되며, 비전투원은 1,000여 명 정도가 이들을 종군하거나 물자 수송, 보급, 자금과 무기, 탄약, 식량 조달 등의 업무를 맡았다.

## 교전 준비

### 일본군의 진공과 독립군의 작전
1920년 9월 7일 이범석과 김좌진은 병력을 이끌고 청산리로 이동했다. 탄띠와 소총으로 무장하고 옥수수 가루와 콩가루로 만든 떡을 먹으며 추위를 견디고 이동 중 천보산(天寶山) 근교에서 일본인 광산을 지키는 광산수비대대를 만났으나 더 큰 적을 섬멸하기 위해 그들을 살려두고 진격하였다. 훈춘 일본영사관 습격 당시 도와주었던 마적 대엄귀(戴嚴鬼)의 연락과 정찰대의 보고로 일본군  동지대의 이동 경로와 동정을 접하였다.
1920년 10월 일본군 동지대(東支隊) 부대는 화룡현(和龍縣) 삼도구(三道溝)에 있는 북로군정서 독립군을 토벌하기 위해 용정(龍井)·대굴구(大屈溝)·국자가(局子街)·두도구(頭道溝) 지역으로 진군해왔다. 독립군은 처음에는 화력과 병력의 열세를 고려하여 여러 가지 계책을 세웠는데, 기습 작전, 매복 작전 등이 대안에 올랐다. 그 중 피전책(避戰策)을 택했다. 그러나 일본군이 토벌 과정에서 한국인 촌락을 불사르고 동포들을 학살하는 것을 보고 독립군 부대들은 결사 항전을 결의하고, 일본군과 대항해 싸우기로 결정했다. 일본군이 북로군정서군을 뒤쫓아 청산리 골짜기 안으로 들어오자, 북로군정서 사령관 김좌진은 일본군과의 일전을 벌이기 위해 부대를 2개 제대로 나누었다.
제1제대는 김좌진이 지휘하는 본대로서 비교적 훈련이 부족한 사병들로 편성하여 사방정자(四方頂子)의 산기슭에 배치했다. 제2제대는 후위대(後衛隊)로서 연성대장 이범석(李範奭)의 지휘 하에 백운평 바로 위쪽 골짜기 길목에 잠복했다. 북로군정서군이 매복한 지역은 지형지물이 잘 발달되어 있어 적을 기습하기에 적당한 지형이었다. 북로군정서군은 일본군을 유인하기 위해 주변 마을의 노인들에게 "독립군은 무기도 제대로 갖추지 못한 채 사기가 떨어져 허둥지둥 도망갔다"는 등의 허위 정보를 퍼뜨리게 한 후, 주위의 천연적 엄폐물을 이용해 철저히 위장했다.

### 북로군정서의 이동
1920년 8월 일본군의 간도 출병에 앞서 중국군 측으로부터 독립군 토벌 계획이 있음을 비밀리에 통보 받은 한국인 독립군부대들은 서서히 군사를 봉천성(奉天省)의 경계 지역인 화룡현(和龍縣)의 이도구(二道溝), 삼도구 방면으로 이동하였다.
이와 함께 북로군정서도 일단 지린성 북방에서 안도현(安圖縣)으로 이주하여 서로군정서 일부와 합류한 다음 다시 남하하여 백두산 지역 주변 밀림에 길지를 봐둔 뒤, 새 독립군 기지를 새로이 건설할 계획을 세우고 9월 17일부터 짐을 꾸려서 이동을 시작하였다. 연길현(延吉縣)을 거쳐 화룡현 서부 지역으로 이동한 북로군정서 부대는 10월 초순 안도현 경계 지역인 삼도구 청산리에 도착하였다. 청산리에 도착한 북로군정서군은 인근 이도구로 이동해 있던 홍범도 부대와 연합, 일본군의 간도 출병에 대한 공동 대책을 논의하였다.

### 홍범도 부대의 합류
봉오동 전투 후 독립군 부대들은 더욱 심해진 일본군의 토벌을 피해 하나씩 둘씩 만주를 떠나 러시아령 연해주로 이동하기 시작했다. 당시 러시아는 사회주의 혁명 후 혁명에 반대하는 백군파와 혁명을 지키려는 적군파가 싸우고 있었다. 일제는 백군을 지지했으며, 러시아 혁명정부는 일제에 저항하는 조선인 독립군들을 지원했다. 만주에서 무기도 식량도 더 이상 구하기 어려워진 독립군들이 러시아로 가려는 것은 그곳에서 장기적인 항전을 준비하기 위해서였다.
홍범도의 대한군북로군 부대는 아직 만주에 남아 있는 서로군정서와 북로군정서 중 북로군정서 부대를 찾아 화룡현(和龍縣) 청산리로 향했다. 북로군정서는 본래 길림성 왕청현 서대파구(西大波溝) 산간 지대에 있었는데, 일제의 압력에 못 이긴 중국 관청에서 떠나라고 강요하자 청산리로 이동하게 되었던 것이다. 북로군정서는 당시 만주 최고의 병력과 무장력을 자랑하는 부대였다. 총재 서일(徐一), 총사령관 김좌진, 김규식이 이끄는 보병대 450여 명, 이범석이 이끄는 사관생으로 구성된 연성대(硏成隊) 150명, 기타 약 100여 명 등 총 700여 명의 병력에 전원 일식 보총으로 무장하고 프랑스제 기관총도 한 문씩 갖고 있었다. 김좌진은 안동의 양반가 출신으로 독립 운동에 뛰어든 인물이다. 한편 일본은 1920년 10월 초, 만주의 한인 독립군 소탕을 위한 간도 출병을 결정했다.

### 안무 부대의 이동 경로
안무의 국민회군은 봉오동 전투 승전 이후 8월 초부터 서서히 간도로 이동해갔다. 국민회군은 8월말 대한국민회의 지시에 따라 대한독립군의 뒤를 이어 의란구의 본영을 떠나 9월 하순 이도구 부근에 도착했다.
안무가 인솔한 무장부대 약 2백 명은 음력 8월 상순 북일류구(北日流溝)에 왔으나 동 8월 17일경 구세동(救世洞)으로 이동했다.

안무의 국민회군은 음력 8월 상순에 이도구 남쪽 산너머 삼도구 어귀에 있는 한인 개척 마을인 구세동에 진군 했고, 10월 16일경에는 다시 이도구 어랑촌 得美洞으로 진군, 300명의 홍범도 군 및 그 밖의 한민회 등에 속한 350명과 합동하여 약 850명을 이루고 있다고 하였다. 국민군은 이도구 방면으로 이동한 이후에는 다른 독립군 부대들과 같이 홍범도 휘하의 연합 부대를 형성, 일본군과의 격전 준비를 하고 있었다.
일본군의 간도 침입이 임박해져 중국군과의 타협으로 독립군의 기지 이동이 불가피하게 되자 홍범도는 가장 먼저 자기의 직속 부대인 200, 300명 가량의 대한독립군을 인솔하고 백두산록을 향하여 장정을 개시했다. 이어서 안무가 인솔하는 국민회의 국민군을 비롯하여 의군부, 신민단 등 그동안 군사 통일에 가담하여 연합 군단을 이루었던 독립군 부대들도 대한독립군에 뒤이어 이도구 방면으로 장정, 9월 말 경에는 이도구 부근에 도착했다.

### 일본측의 한인 독립군 첩보
일제 측 밀정이 파악한 정보에 의하면 1920년 10월 10일경 안무의 연합 부대는 이도구 부근의 간도 유동(柳洞)으로 이동하고 있었다. 이어 며칠 뒤인 10월 16일경에 홍범도, 안무 연합 부대는 다시 북상하여 어랑촌으로 행군, 그 곳에서 일본군과의 회전을 준비하면서 매일 군사 훈련을 강화하고 있었다. 일제의 정보 기록은 이와 같은 사실을 기술하였다.
| “ | 홍범도 휘하의 주력 약 8백 명은 목하 삼도구 黑해子溝 부근에 머물면서 매일 교련을 행하고 있다. 홍(홍범도)의 최근의 의향은 이렇다. "일본 군대의 출동에 의하여 독립군은 이제 한, 중 양국 병경 때문에 압박을 받음이 심하여 행동을 심히 견제당하고 있으므로, 차제에 일거에 선지(조선 내지)를 침습하거나 또는 간도 내에서 일본군과 교전하거나의 하나를 하지 않으면 안된다."고 하여 각 교민 거주 지방에 군수품 징발의 명령을 발하고 있다. 최근 간도 약수동(藥水洞) 이도구 방면에서 률, 엽연초, 짚세기 등의 징발을 하고 있다. | ” |
|   | — 일본측의 보고 자료 |   |

일본의 밀정과 일본 영사관은 사람을 심어 한인 교민들의 활동도 유심히 살펴보았다.

## 주전론과 피전론
10월 18일경 다수의 독립군 부대가 집결하였다. 10월 19일의 서일, 김좌진 부대와 홍범도 부대 등의 회의에서 만주로 들어온 일본군을 상대하는 문제를 두고 이견이 나뉘게 되었다. 이때 일본군과 싸워야 한다는 주전론과, 일본군 19사단 예하 여러 연대가 온다는 소문이 있어 소수 병력으로는 상대가 불가함을 들어 일본군과의 싸움을 피해야 한다는 피전론이 맞섰다. 여러 차례 회합 끝에 여러 가지 다양한 이유로 피전론이 채택되었다. 그러나 이미 일본군 동지대 37여단과 19사단, 20사단, 포조군 예하사단 병력들이 부근까지 서서히 몰려오고 있었기 때문에 독립군 부대 지도부 회의는 이들 일본군을 피하기 위해 병력을 급히 후방으로 이동시켰다. 김좌진부대는 계속 일본군의 동태를 파악하면서 뒤로 물러서기를 주저했으며, 물러선다 하더라도 일본군의 추적을 따돌릴 수 없다고 보고, 일본군과 일전을 감행하기로 결정하였다.
일본군 여러 부대가 몰려옴에 따라 1920년 10월 21일 비전투원들로 편성된 제1제대와 전투요원으로 편성된 제2제대는 각각 김좌진과 이범석의 지휘 하에 청산리 백운평(白雲坪) 바로 위쪽의 고개마루와 계곡 양쪽에 매복, 전투 준비에 돌입하였다. 일부 병력은 주민들을 산악 밖으로 이주, 대피시키는 역할을 하였다. 청산리 안에는 동서로 약 25km에 달하는 청산리 계곡이라는 긴 계곡이 마을을 둘러싸고 있는데, 계곡의 좌우는 인마(人馬)의 통행이 곤란할 정도로 가파르고, 나무가 울창한 숲이 형성되어 있었다.

## 전투의 전개과정

### 전투 초반
첩보원으로부터 일본군들이 도착한다는 전갈을 받은 이범석은 산꼭대기에 올라 망원경으로 일본군 동지대(東支隊)의 이동을 지켜봤다. 정탐군을 보내 보병, 포병, 기병, 공병을 합친 병력이 10,000명으로 일본 파병군의 선발대라고 하였다. 이범석은 근처 한인 교포와 사냥꾼을 모은 뒤 마을의 부녀자와 노인들에게는 독립군은 수가 얼마 되지 않고 총을 가진 병사 수가 적어서 몇 안되고 굶주려 지쳤다고 증언하도록 사전에 지시했다. 소총, 중기관총, 수류탄 80만 발의 탄환을 집결한 뒤 10월 20일 새벽, 김좌진 이범석 등은 우진 이민화(李敏華), 좌진 한근량(韓根凉) 중우 진의 김동(金動), 중좌진의 이교성(李驕成)에게 각각 200발의 탄환을 직접 분배하였다. 10월 20일 9시 경부터 청산리 백운평에서 일군과 교전이 시작되어 그날 저물도록 격전을 전개하고 일본군 선발대의 선봉부대를 기습 공격하여 섬멸 시켰다.
백운평에 당도한 김좌진은 지형 조건을 이용하기로 하고, 비전투원으로 구성된 제1제대는 후방에, 이범석이 지휘하는 제2제대는 최전선에 배치하고 일본군 추격대가 매복지에 들어오기만을 기다렸다.

### 백운평 전투
1920년 10월 21일 오전 8시 일본군 동지대(東支隊)의 또 다른 선발 보병 1개 중대는 매복 사실을 모른 채 하루 전에 독립군이 행군한 길을 따라 백운평에 진입했다. 90여 명의 일본군 야스가와 부대의 전위대 전병력이 백운평 안에 들어서고, 선두가 북로군정서군 제2제대의 매복 지점으로부터 10여 보(步) 앞에 도달했을 때인 오전 9시 경 매복한 독립군들은 일제히 사격, 기습 공격이 시작되었다. 독립군이 은폐하고 있는 정확한 위치도 파악하지 못한 채 응사하던 일본군 전위부대 200명은 교전 20분 후 큰 피해를 입었다.
일본군은 표적이 보이지 않는 산을 향해 무차별적으로 총을 쏘았으나 독립군은 이 움직임을 낱낱이 파악하여 사격을 가했다. 마침내 일본군은 200명 정도의 일본군이 사망하고나서 도망쳤다.
뒤이어 야마타(山田)가 지휘하는 본대가 그 곳에 도착하면서, 독립군과 사이에 치열한 총격전이 벌어졌다. 야마다 토벌대대 본대는 전위 부대의 전멸에 당황하여 산포와 기관총으로 결사적으로 응전했지만 시간이 흐를수록 일본군 측 피해는 늘어났다. 이에 일본군은 보병 2개 중대와 기병 1개 중대로 1부대를 편성해서 매복하고 있던 독립군의 측면을 우회 공격하려 했으나, 골짜기 아래에서 일본군의 사격은 불편했고, 한편 높은 고지 위에서 사격하는 한인 독립군은 유리하였다. 절벽 위에서 조준 사격하는 독립군에 의해 막대한 희생을 치른 일본군은 소수의 생존자들만이 패주했다.
이후 중무장한 야마다 부대의 주력부대가 몇 차례 돌격을 시도하였으나 유리한 고지를 차지하고 은폐 사격을 하는 독립군을 찾지 못했다. 고지대에 오른데다가 지형, 지물에 은폐한 독립군을 아래에서 찾아서 쏴야 했던 일본군은 200명이 넘는 전사자를 남긴 채 퇴각하였다.
임정 군무부에서 발표한 북간도에 있는 우리 독립군의 전투정보(독립신문 제88호)에 따르면 “맹렬한 급사격을 가한 지 약 20여 분만에 한 명의 잔여 병사도 없이 적의 전위 중대를 전멸시키니 그 수는 약 200명이더라”고 전하고 있다. 이범석은 나머지 일본군 퇴각자를 추격하였으나, 김좌진은 이범석에게 신호를 보내 패주하는 적을 추격하지 말고 부대원을 이끌고 화룡현 내 갑산촌(甲山村)으로 퇴각시키게 하였다.

### 완루구 전투
이도구 완루구(完樓溝)에서는 홍범도 부대가 일본군의 공격을 받고 있었다.김좌진 부대가 청산리 계곡에서 일본군 400여 명과 교전이 거의 끝나가고 퇴각을 준비할 무렵까지도 이도구 완루구에서는 홍범도 부대가 일본군을 만나 고전하였다.
1920년 10월 21일 오후, 일본군이 이도구에 있는 홍범도 부대를 포위해 들어왔다. 이에 독립군은 10월 22일 새벽까지 완강한 항전을 벌였다. 홍범도 부대는 한때 남북으로 협공하는 일본군의 포위 속에 빠졌으나 재빨리 빠져나왔다. 일본군들은 앞뒤를 분간할 수 없는 어둠 속에서 서로에게 총을 쏘아 대기도 하면서 허둥댔다. 끝내 홍범도 부대는 일본군 400여 명을 사살하고 또 한 차례 승리를 거두었다. 그리고 중앙으로 진격한 일본군의 한 부대를 집중 공격, 결과적으로 일본군의 다른 부대와 함께 중앙의 일본군을 협공하는 데 성공하였다.

### 갑산촌 전투
일본군은 다시 전열을 정비해 매복한 북로군정서군 제2제대의 정면과 측면을 산포와 기관총으로 공격했지만 완전히 엄폐 되어 있는 독립군의 반격에 사상자만 늘어났다. 일본군 토벌연대 본대는 자기편의 시체를 쌓아 은폐물을 만든 뒤 필사적으로 반격했으나 1,200~1,300명의 전사자만 더 내고 이도구 내 다른 숙영지로 패주했다. 북로군정서군은 전투에서 크게 승리한 후 퇴로가 차단될 것을 우려해서 22일 새벽 2시 30분에 이도구(二道溝)의 갑산촌(甲山村)으로 철수했다.
김좌진의 북로군정서는 도주하는 일본군을 추격하는 대신 이도구 봉밀구 갑산촌(甲山村) 부근으로 이동해 10월 22일 새벽 천수평에서 야영 중이던 일본군 기동중대 120여 명을 섬멸시켰다. 백운평과 천수평에서 거듭 승리한 독립군은 사기가 충천했다. 청산리전투의 승리는 독립군 병사들의 영웅적 분전, 지형을 적절히 이용한 지휘관들의 우수한 유격 작전, 간도 지역 조선인들의 헌신적인 지지와 성원이 함께 어우러져 이룩된 것이었다.

### 일본군의 실수
일본군 동지대는 병력과 화력의 우세를 믿고 김좌진과 홍범도의 연합 부대가 주둔하고 있는 이도구 삼림지대로 들어왔다. 동지대는 이도구 완루구(完樓溝)에서 남완루구와 북완루구로 병력을 나누었는데 독립군은 먼저 남완루구의 일본군의 측면을 공격했다. 홍범도가 이끄는 본진은 저지선에서 전투를 펼쳤으며, 분견대는 예비로 매복을 시켜 우회해 오던 일본군의 측면을 공격하였다. 일본군은 분견대의 공격을 예상치 못하고 있다가 독립군 분견대가 빠져나가자, 반대편에서 홍범도 부대 분견대를 공격하던 일본군을 발견한다.
북완루구의 일본군은 독립군에 응사하는 일본군을 독립군으로 오인해 사격했다. 독립신문 제88호(1920년 12월 25일자)는 “적이 적군을 맹사(猛射)하니 아군과 적군에게 포위 공격을 받은 적의 일대는 전멸에 빠졌는데 그 수는 약 400여 명이었다”고 보도했다. 대한민국 임시정부 군무부의 공식 보고서가 아닌 독립신문에서는 논평을 내고 일본군의 오인 사격을 조롱하였다.
10월 18일에도 일본군은 자국 군끼리 오인 사격을 가했다고 한다. 박은식은 18일의 일본군이 자국 군끼리 싸우는 것을 증언하였다. 우리 독립군이 10월 16일 삼도구에 도착하자 10월 18일에 일본군 3개 대대가 함경북도 무산으로부터 습격해온다는 소식을 들었다. 곧 청산리로 들어가 요지를 차지하고 숲 속에 잠복하였다. 적이 과연 대대 병력으로 뒤쫓아 왔다. 독립군은 기습적으로 뛰쳐나와 맹렬하게 총을 쏘았다. 일본군은 450여 명이 즉사하고 부상자도 60여 명이나 되었으며, 후속 부대 또한 두려워서 퇴각하였다. 박은식에 의하면 '아군도 비록 승리는 거두었으나 병력의 부족으로 대적하기 어려워 즉각 산골짜기 사이를 통해서 이도구로 향하였다.'는 것이다. 그러나 한국 독립군들은 밤중에 길을 잃어 수십 리를 돌아, 곧바로 도착하지 못하였다.
10월 18일 밤중, 일본군은 독립군이 분명히 이도구로 갔을 것이라 생각하고, 먼저 그 곳으로 달려가서 길을 나누어 수색하였다. 좌우를 순회하다가 갑자기 자기네끼리 마주치고는 이를 독립군으로 오인하여 서로 발포하여 사망자가 180명, 부상자가 70명이나 되었다. 아군(독립군)의 제복, 제모가 저들과 같았기 때문이다.
박은식은 청산리에서 일본군이 실수를 한 다른 기록도 남겼다. 1920년 10월 21일 밤부터 10월 22일 새벽까지의 이도구에서 홍범도군과 교전한 일본군 역시 자신들 끼리 서로 교전하여 사상자를 냈다. 일본군들은 앞뒤를 분간할 수 없는 어둠 속에서 자기네들끼리 총을 쏘아 대기도 하면서 허둥댔다.
한국독립운동지혈사를 쓴 독립운동가 박은식 역시 현장 목격담을 듣고 이를 증언하였다. '적(일본군)의 구원부대가 도착하여, 아군(독립군 연합부대)이 이미 퇴각한 줄도 모르고 포위하여 불을 놓았다. 남북 양방으로 약간의 거리를 두고 대대를 잠복시켜 엿보도록 하였지만 아군의 소리나 흔적조차 보이지 않았다. 그러자 저들 양 방향의 일본 매복 병사들이 서로 알리지도 않고 길을 나누어 수색하다가 또다시 자기네끼리 서로 충돌하여 사상자가 200명이나 되었다'고 진술하였다. 박은식은 일본군이 자기들 끼리 싸우다가 전사하자, 이를 숨어서 지켜보던 한국인 독립군이 이들의 무기를 노획해갔다고 한다.
| “ | 아군의 노획물은 속사포 5문, 기관총 30정, 탄알 5천 발, 말 20필, 군도(군용 칼) 20자루, 쌍안경 5대, 손목시계 20개, 군용지도 6매 등이었다. | ” |
|   | — 박은식 |   |

박은식의 증언에 의하면 한국인 독립군들이 '자기들끼리 서로 싸우다가 죽은 일본군의 손목에서 손목시계까지 빼갔다.'고 한다.
다만, 청산리 전투 때는 같은 화룡현 관내에서 벌어졌던 봉오동 전투 때와는 달리 기상 이변이 없었고 지형이나 주변 환경의 악영향이 없었는데도 일본군 부대는 실수로 자국 군끼리 교전을 했다. 그러나 후에 일본군은 군복을 바꾸지는 않고 관계자들을 문책하는 선에서 종결지었다. 일본군이 아군을 독립군으로 착각하고 오인 사격하다가 자멸한 것은 박은식의 증언처럼 '아군(독립군)의 제복, 제모가 저들과 같았기 때문이었다.' 한편 독립군 부대들은 이를 참고하여, 자신들이 마련한 군 자금 중 일부로 일본군 복장과 계급장, 일본군이 쏘는 소총 등을 계속 구입하여 일본군으로 위장하여 움직이기도 했다.

### 천수평 전투
10월 22일 새벽 갑산촌에서 합류한 김좌진 부대의 제1, 2지대는 그 곳 주민들로부터 부근의 천수동(泉水洞)에 일본군 기병대가 천막치고, 숙영을 하고 있다는 정보를 입수하였다. 동이 트기 전 김좌진 부대의 제1, 2지대는 그 곳으로 이동해 주변 고지에 올라 일본군 기병중대를 포위, 공격하여 전멸시켰다. 이들은 독립군 부대를 공격하기 위해 어랑촌(漁郎村)에 주둔하고 있던 아즈마(東正彦)부대의 일부였다. 이 전투에서는 독립군은 일본군 아즈마 중대원 120여 명 중 어랑촌(漁郎村) 본대로 탈출한 4명을 제외하고 모두 사살하였다.
1920년 10월 22일 아침에는 가노(加納) 대좌가 이끄는 기병연대가 천수평으로 들어왔는데 독립군은 역시 유리한 지형을 선점하고 기다렸다. 또다시 매복 작전에 걸린 일본군은 큰 타격을 입었는데 독립신문 제88호는 ‘사격 개시 20분 만에 일본군은 300여 명이 전사했다’고 보도하고 있다. 그러나 일본군은 포기하지 않고 함경도 이주민들이 개척한 어랑촌에 병력을 증파했다.

#### 어랑촌 협공 작전
10월 22일 오전, 김좌진의 북로군정서와 홍범도의 대한북로독군부 연합 부대 2,000여 명과 일본군 동지대의 어랑촌 결전이 시작되었다. 10월 22일 오전 9시 300여 명의 김좌진 부대와 아즈마 부대의 일부인 기병대대 사이에 시작된 전투는 그 날 저녁 7시 경까지 계속되었다.
아침부터 저녁까지 계속된 전투에서 독립군들은 촌락의 아낙네들이 입에 넣어주는 주먹밥을 먹으며 싸웠다. 일본군 대부대의 반격이 있으리라고 예상한 김좌진은 부대원을 어랑촌 부근의 야산 고지로 이동 시켜 전열을 가다듬었다. 그러나 오전 9시부터 일본군이 포위 공격을 해왔다. 이 때 부근에 있던 홍범도 부대가 이를 보고 포위되어 있던 김좌진 부대를 도와 일본군과의 전투에 참가하였다. 홍범도 부대가 천리봉 서북쪽으로부터 싸움에 가세, 홍범도 부대는 일본군의 측면을 공격했고 그 틈을 타서 김좌진 부대는 탈출에 성공한다.
전투에 직접 참가했던 이범석은 후일 자신의 자서전 우둥불에서 “나의 군도는 포탄 파편에 두 동강이가 났다“고 회상할 정도로 치열한 전투였다. 해가 지고 날이 어두워지자 야간 습격을 두려워한 일본군은 퇴각할 수밖에 없었다. 일본군은 기병 연대장 가노 대좌를 포함해 300명 이상이 전사했다. 1,700여 명의 독립군과 월등한 화력을 갖춘 1,000여 명의 일본군의 교전 중 측면 공격에 당황한 일본군은 일단 후퇴하였으며, 독립군은 이 틈을 이용하여 소규모 분대로 나누어 이동하였다. 날이 저물자 북로군정서와 대한군북로독군부군은 추격하는 일본군 수색대 따돌리고 신속히 어랑촌을 빠져나갔다.

### 만록구 전투
10월 21일부터 10월 23일 화룡현 내 천수동(泉水洞), 어랑촌(漁郞村), 만록구(萬鹿溝) 등으로 부대를 이동하면서 일본군을 습격, 독립군 전사자는 20여 명이었으나 일본군 수백 명의 사상자를 내는 전과를 올렸다.
10월 23일에는 이범석이 오래된 말 똥 다량을 채취해서 천수동(泉水洞), 어랑촌(漁郞村), 만록구(萬鹿溝) 일대에 뿌려 두었다. 이범석 일행이 이끄는 부대가 오래된 말똥을 뿌린 뒤, 이 곳을 지나가던 일본군의 척후병이 나타나 말똥을 채취하여 오래전에 지나간 것으로 알고 일본군 주력 부대가 골짜기에 다다랐을 때, 집중 사격을 가했다. 1차 선발대와 2차 선발대가 전멸하고 3차 선발대가 나타났다가 우왕좌왕 흩어질 때 이범석은 마상에서 독전 연설을 했다. 평지에서의 교전은 불리하여 10월 23일부터 이틀 간 만록구 고지에서 백병전을 펼쳐 겨우 일본군을 퇴각시켰다.

### 고동하 전투와 전투 후반
10월 23일부터 독립군 연합 부대는 추적하는 일본군 수색대대와 산발적인 교전을 벌이면서 고동하(古洞河)를 따라 상류로 이동하였다. 홍범도 부대의 행방을 추격하던 일본군은 10월 25일 밤 고동하(古洞河) 계곡의 흔적을 발견하고, 인근에서 독립군 야영지를 포착하고 급습하였다. 그러나 홍범도 부대 일부는 이미 공격을 대비해 고동하 계곡 사방의 산정에 매복 중이었다. 밤중 습격을 당한 독립군은 전열을 겨우 수습한 뒤 일본군과 교전, 신속히 대피하였다. 다시 전열을 정비하고 고동하 계곡 진지를 점령한 일본군을 역습하였다.
독립군은 산중으로 올라가 사방을 포위하고 사격을 가하자 공수(攻守)가 바뀐 데 당황한 일본군은 많은 사상자를 내고 다시 퇴각했다. 후퇴한 일본군이 새벽에 방어 태세를 갖추자, 독립군은 이들을 버려둔 채 안도현 지역으로 이동하였다. 10월 24일에는 북로군정서 예하 한 부대가 천보산 부근에 있던 조선주둔 일본군 파견 부대를 습격하였다가 퇴각하기도 했다.
10월 21일부터 10월 26일까지 일주일 동안 청산리 계곡의 백운평 전투를 시작으로 천수평, 완루구, 어랑촌, 고등하 등지에서 벌어진 대소 10여 차례의 전투를 말하는 것이다. 간도 왕청현에서 백두산 산록 사이에서 벌어진 10여 회의 전투에서 한국인 독립군은 완벽한 승리를 거두었다. 훈춘 사건까지 조작하면서 도강했던 일본군은 청산리에서 연전연패했다.

## 전사상자
6일 간에 걸쳐 싸운 끝에 일본군은 다수의 사상자를 냈다. 한국 측에선 당시 일본군 전상자를 전사자 1,200명, 부상자 3,300여 명 이라 주장한다. 또한 한국인 독립군은 일본군 연대장인 가노 노부테루 일본군 육군 대령 외에 대대장 2명을 사살하였다고 주장한다. 그러나 한국측 자료도 학자 연구와 자료마다 각각 다르게 나타나 있으나, 대략 일본군 사상자 1,000~3,000명 정도로 추산하고 있다.
그러나 일본측은 다르게 기록하고 있다. 1979년과 1985년에 나온 일본의 군사 사학자 사사키 하루타카(佐々木春隆)의 청산리 전투 연구 논문에 따르면 일본 제 19사단 사령부의 보고서를 근거로 일본 측에서는 청산리 전투의 일본인 사상자를 전사 11명, 부상 24명으로 파악하였다.
이에 대해 한국측은 일본 신문에는 청산리 전투에 의한 보도로 '아군 가노 연대장이 전사하고, 대대장 2명, 중대장 5명, 소대장 9명, 하사 이하 전사자 900여 명'이라고 보도하였다고 주장한다. 이에 따르면 최소 하사관 이하 전사자를 900명에서 1,000명 정도로 잡고 있다.
하지만 일본군 기병연대장 전사자 목록에서 가노 노보테루의 이름이 확인되지 않고 있으며, 일본군 27기병 연대의 자료를 보면 가노 노보테루는 1922년까지 군생활을 한 것으로 나온다. 또한 간도출병사의 기록에도 1920년 11월 중순에 가노 대좌가 이끄는 토벌대가 참전하였다는 기록이 있다.
독립군 연합 부대의 전사자는 130명이었다. 그밖에 실종자는 200여 명이었 고, 부상자는 90여 명 정도였다.
하지만 청산리 전투에 종군하였던 안정근의 보고에 의하면 10월 23-25일 간 쌍방의 피해가 300여 명이라 한다.
장세윤은 안정근의 보고를 토대로 일본군의 사상자는 400-500명 선이고 독립군도 이에 맞먹는 피해를 입었을 것이라 추산하였다.

## 만주 의병단체의 해산
그러나 청산리 전투의 결과로 일본군은 중국에 압력을 넣어 이들을 토벌하게 했다. 더 이상 만주에서 활동하기가 어려워진 독립군 부대들은 러시아의 지원을 얻어 장기전을 준비하기 위해 러시아령 자유시로 이동했다. 이로서 만주의 한인 독립군 결집체와 연대는 해체되고 만다. 그 후 만주에서는 정의부, 참의부, 신민부가 활동하다가 한족총연합회와 국민부로 개편되고 한족총연합회는 한국독립군을 만들어 북만주와 동만주에서, 국민부는 조선혁명군을 만들어 남만주에서 활동했다. 그러나 이들은 모두 1930년대 중엽 일제의 공세에 밀려 중국 본토로 퇴각하지 않을 수 없었다.
한편 청산리 전투에는 비전투원을 도와준 현지 한인 주민들의 공도 있었다.
1921년 1월 26일 홍범도, 서일 지청천, 김좌진이 이끄는 독립군 연합 부대는 러시아령 이만에 도착했다. 이 연합 부대는 러시아로 넘어오기 직전 홍범도의 대한독립군과 서일의 북로군정서, 신흥학교 교관 지청천, 광복단 등 몇 개의 부대가 모인 것이다. 이범석 등도 이들을 따라갔다. 2월 말, 이들은 다시 아물 주 자유시(알렉셰프스크)란 곳으로 옮겨갔다. 새 무기를 받는다는 러시아측의 약속 하에 생명과도 같은 무기들을 죄다 반납한 채였다. 러시아행을 탐탁해 하지 않던 김좌진, 김규식, 이범석은 함께 가지 않고 되돌아왔다. 한편 김좌진은 자유시로 가지 않고 만주로 되돌아와 적화방지단을 만들어 반공의 일선에 섰다.

## 이범석의 왜곡
청산리 전투는 김좌진이 이끄는 북로군정서군이 단독으로 싸운 것이며, 김좌진과 이범석이 그 전투의 주역으로 알려져 있다.
청산리 전투가 북로군정서 단독의 전과라고 알려진 것은 전투 참가자 중 한 사람인 이범석이 《한국의 분노》라는 회고록에서 그렇게 주장했기 때문이다. 그는 후에 《우둥불》이라는 다른 회고록을 다시 발표, '홍범도 부대가 전투 직전 도망갔기 때문에 굳이 말하지 않았던 것'이라고 변명했지만, 그 변명 또한 왜곡으로 밝혀졌다. 이는 전투 초반 북로군정서를 제외한 타 독립군 부대들이 피전론으로 전술적 후퇴를 하였으나 북로군정서는 물러선다 하더라도 일본군의 추적을 따돌릴 수 없다고 보고, 일본군과 일전을 감행하였기 때문이다. 그러나 벽오동전투 승전 후 전투를 피하던 홍범도 부대와 다른 독립군 부대 역시 어랑촌 결전부터 가담하여 함께 싸웠다.
청산리 전투는 북로군정서군과 홍범도, 최진동이 이끄는 연합 부대가 함께 싸웠으며, 그 중에서도 홍범도 부대의 활약도 특히 눈부셨다. 당시 상해 임시정부가 발표한 내용을 보면 연합으로 나와 있다. 임정 발표에 의하면 '만주 화룡현 삼도구 청산리 부근에서 제1연대장 홍범도, 제2연대장 김좌진, 제3연대장 최진동 등의 연합 부대와 일본병이 충돌하여 일본군의 손해 사망자 600여 명'이라고 되어 있다.

## 평가
중화인민공화국의 장완린 작가는 “중국은 청일 전쟁 당시 일본에 패배하였습니다. 이것은 일본에 대한 저항의 자신감을 잃게 했습니다. 청산리 전투의 승리로 중국 사람들의 항일 정신을 고무 시켰습니다. 청산리 전투의 승리는 중국인들이 일본을 이길 수 없다는 생각을 바꿔 놓았습니다.” 라고 말했다. 한편 상하이 임시정부에서 활동하던 소설가 이광수는 청산리 전투가 오히려 간도 참변을 야기했다는 비평을 하기도 했다.

## 관련 서적
- 윤병석, 《간도역사의 연구》(국학자료원, 2006)
- 박은식, 《한국독립운동지혈사》 (소명출판, 2008)
- 이야기한국역사편집위원회, 《이야기 한국역사 11》 (풀빛, 1997)
- 박은봉, 《한국사 100장면》 (실천문학사, 1997)
- 국사편찬위원회, 《한국독립운동사 3》(국사편찬위원회, 1967)
- 박성옥, 《신민족주의론》 (살림터, 2009)
- 박은봉, 《한국사 100장면》 (가람기획, 1993)

## 참고 자료
- ‘청산리 전투’로 둔갑한 사진, 원본 발굴…12일 역사학술대회서 공개 데일리안 2020.09.11

[기고] “교과서 속 일제만행 관련 사진은 ‘가짜’” 데일리안 2020.09.11
'청산리 전투' '독립군 처형' 관련 사:진, 잘못 알려져
'북로군정서' 관련 사진은 출처 불분명
- 청산리 대첩(靑山里 大捷) 한국민족문화대백과사전

"청산리 전투에서 패하고 철수하는 일본군 사진"으로 잘못 알려진 것이 실려 있다.

## 같이 보기
- 니콜라옙스크 사건
- 통화 사건
- 봉오동 전투
- 삼둔자 전투
- 서로군정서
- 북로군정서
- 김좌진
- 이범석
- 홍범도
- 강근호
- 이우석 - 마지막 생존자 (1994년 작고)
- 간도 학살 사건
- 자유시 참변
- 훈춘 사태
- 일송정 푸른 솔은(1983년 영화)
- 봉오동 전투 영화 다룬 작품(2019년 영화)